# Lawrence Dundas, I conte di Zetland
Lawrence Dundas, I conte di Zetland (Westminster, 10 aprile 1766 – Aske Hall, 19 febbraio 1839), è stato un nobile e politico scozzese.

## Biografia
Era il figlio di Thomas Dundas, I Barone Dundas, e di sua moglie, Lady Charlotte FitzWilliam. Studiò a Harrow e al Trinity College di Cambridge.

## Carriera
È stato eletto deputato Whig per Richmond, Yorkshire del nord nel 1790. Dodici anni più tardi, ha scambiato questo posto per quello di York, e nel 1808 tornò a Westminster come rappresentante per la sua vecchia sede Richmond. Nel 1811 è stato nuovamente eletto deputato per York e divenne sindaco della città, quello stesso anno, dopo essere stato un consigliere comunale dal 1808.
Nel 1820 succedette al padre come secondo barone Dundas e come baronetto. È stato nominato Lord luogotenente di Orkney e delle Shetland nel 1831, e nel 1838, in occasione della incoronazione della regina Vittoria, fu creato conte di Zetland per aver fornito assistenza finanziaria ai genitori della nuova regina, il duca e la duchessa di Kent.

## Matrimonio
Sposò, il 21 aprile 1794, Harriot Hale (16 giugno 1769-18 aprile 1834), a Gainsborough, Lincolnshire. Ebbero cinque figli:
- Lady Margaret Bruce Dundas (?-13 settembre 1860), sposò Henry Walker Yeoman, non ebbero figli;
- Lady Jane Charlotte Dundas (?-29 novembre 1866);
- Thomas Dundas, II conte di Zetland (5 febbraio 1795-6 maggio 1873);
- Lady Frances Harriott Dundas (1801-13 ottobre 1878) sposò Henry Lane, non ebbero figli;
- Lord John Charles Dundas (21 agosto 1808-14 febbraio 1866), sposò Matilda Talbot, ebbero dodici figli.

## Morte
Morì il 19 febbraio 1839, all'età di 72 anni, a Aske Hall, Yorkshire.

## Ascendenza
|                                            |                                        |                                                   | Genitori                                                       |  |  | Nonni |  |  | Bisnonni      |  |  | Trisnonni   |  |
|                                            |                                        |                                                   |                                                                |  |  |       |  |  | Thomas Dundas |  |  | John Dundas |  |
|                                            |                                        |                                                   |                                                                |  |  |       |  |  | Thomas Dundas |  |  | John Dundas |  |
|                                            |                                        | Magdalen Allardice                                |                                                                |  |  |       |  |  | Thomas Dundas |  |  |             |  |
| Lawrence Dundas, I baronetto               |                                        |                                                   |                                                                |  |  |       |  |  | Thomas Dundas |  |  |             |  |
|                                            |                                        | Bethia Baillie                                    | John Baillie                                                   |  |  |       |  |  |               |  |  |             |  |
|                                            |                                        | Bethia Baillie                                    | John Baillie                                                   |  |  |       |  |  |               |  |  |             |  |
|                                            |                                        | Bethia Baillie                                    | …                                                              |  |  |       |  |  |               |  |  |             |  |
| Thomas Dundas, I barone Dundas             |                                        | Bethia Baillie                                    |                                                                |  |  |       |  |  |               |  |  |             |  |
|                                            |                                        | Alexander Bruce                                   | James Bruce                                                    |  |  |       |  |  |               |  |  |             |  |
|                                            |                                        | Alexander Bruce                                   | James Bruce                                                    |  |  |       |  |  |               |  |  |             |  |
|                                            |                                        | Alexander Bruce                                   | Mary Swinton                                                   |  |  |       |  |  |               |  |  |             |  |
| Margaret Bruce                             |                                        | Alexander Bruce                                   |                                                                |  |  |       |  |  |               |  |  |             |  |
|                                            |                                        | Mary Balfour                                      | Robert Balfour, IV lord Balfour di Burleigh                    |  |  |       |  |  |               |  |  |             |  |
|                                            |                                        | Mary Balfour                                      | Robert Balfour, IV lord Balfour di Burleigh                    |  |  |       |  |  |               |  |  |             |  |
|                                            |                                        | Mary Balfour                                      | Margaret Melville                                              |  |  |       |  |  |               |  |  |             |  |
| Lawrence Dundas, I conte di Zetland        |                                        | Mary Balfour                                      |                                                                |  |  |       |  |  |               |  |  |             |  |
|                                            | John FitzWilliam, II conte FitzWilliam | William FitzWilliam, I conte FitzWilliam          |                                                                |  |  |       |  |  |               |  |  |             |  |
|                                            | John FitzWilliam, II conte FitzWilliam | William FitzWilliam, I conte FitzWilliam          |                                                                |  |  |       |  |  |               |  |  |             |  |
|                                            | John FitzWilliam, II conte FitzWilliam | Anne Cremor                                       |                                                                |  |  |       |  |  |               |  |  |             |  |
| William FitzWilliam, III conte FitzWilliam | John FitzWilliam, II conte FitzWilliam |                                                   |                                                                |  |  |       |  |  |               |  |  |             |  |
|                                            |                                        | Anne Stringer                                     | John Stringer                                                  |  |  |       |  |  |               |  |  |             |  |
|                                            |                                        | Anne Stringer                                     | John Stringer                                                  |  |  |       |  |  |               |  |  |             |  |
|                                            |                                        | Anne Stringer                                     | Elizabeth Pelham                                               |  |  |       |  |  |               |  |  |             |  |
| Charlotte FitzWilliam                      |                                        | Anne Stringer                                     |                                                                |  |  |       |  |  |               |  |  |             |  |
|                                            |                                        | Thomas Watson-Wentworth, I marchese di Rockingham | Thomas Watson-Wentworth                                        |  |  |       |  |  |               |  |  |             |  |
|                                            |                                        | Thomas Watson-Wentworth, I marchese di Rockingham | Thomas Watson-Wentworth                                        |  |  |       |  |  |               |  |  |             |  |
|                                            |                                        | Thomas Watson-Wentworth, I marchese di Rockingham | Alice Proby                                                    |  |  |       |  |  |               |  |  |             |  |
| Ann Watson-Wentworth                       |                                        | Thomas Watson-Wentworth, I marchese di Rockingham |                                                                |  |  |       |  |  |               |  |  |             |  |
|                                            |                                        | Mary Finch                                        | Daniel Finch, VII conte di Winchilsea e II conte di Nottingham |  |  |       |  |  |               |  |  |             |  |
|                                            |                                        | Mary Finch                                        | Daniel Finch, VII conte di Winchilsea e II conte di Nottingham |  |  |       |  |  |               |  |  |             |  |
|                                            |                                        | Mary Finch                                        | Anne Hatton                                                    |  |  |       |  |  |               |  |  |             |  |
|                                            |                                        | Mary Finch                                        |                                                                |  |  |       |  |  |               |  |  |             |  |